# Oskar Lindkvist

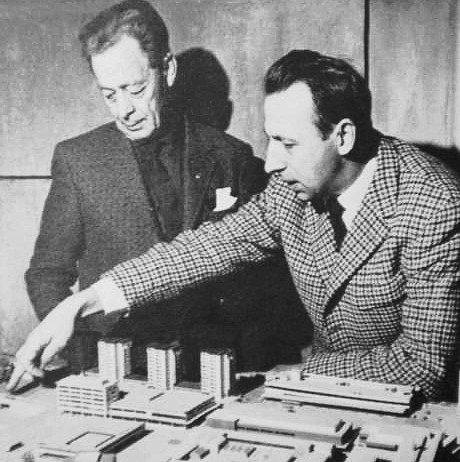
Albert Aronson och Oskar Lindkvist (t.h.) vid en modell av Vällingby Centrum, 1950-talet.

Oskar Villiam Lindkvist, född 2 november 1921 i Bjuv, död 17 april 2004 i Vällingby i Stockholm, var en svensk ombudsman, organisationschef och politiker (socialdemokrat). Han är en Sveriges längst verksamma riksdagsledamöter, med över 30 år i riksdagen. Han var riksdagsledamot, till en början i andra kammaren, 1961–1964 och 1966–1994.
Lindkvist började sin politiska bana inom SSU och var dess förbundssekreterare 1952–1955. På kongressen 1955 utmanade han den sittande ordföranden Bertil Löfberg om förbundsordförandeposten. Omröstningen slutade med 227 röster för Löfberg mot 222 röster för Lindkvist.
Under 1960-talet var han mycket engagerad i fredsrörelsen och mot kärnvapen, bland annat som ordförande i Svenska freds ungdomsorganisation Ungdomens fredsförbund.
Från 1990 till 1993 var han ordförande för Stockholms arbetarekommun efter att ha varit ledamot av styrelsen i nästan 30 år. Oskar Lindkvist är gravsatt i minneslunden på Bjuvs kyrkogård.